# Иппицусай Бунтё
Иппицусай Бунтё (яп. 一筆斎文調 иппицусай бунтё:, годы творчества 1765—1795) — японский художник, мастер укиё-э, представитель школы Нисимура-Исикава.

## Биография и творчество
О жизни Иппицусая Бунтё остались недостоверные сведения. Он художник родился в потомственной самурайской семье, после смерти своего сюзерена он переехал в Эдо, где обучался в живописной школе Кано, позднее увлёкшись искусством укиё-э. Предположительно он учился у Судзуки Харунобу, оказавшего на его работы огромное влияние.
Иппицусай Бунтё работал в жанрах бидзинга (изображение красавиц) и якуся-э (изображение актёров). Он рисовал как обитательниц «весёлых кварталов», так и простых горожанок. Все они отличались одновременно реалистичностью и изысканностью.
Среди серий гравюр Иппицусая Бунтё выделяются: «36 избранных куртизанок», «Свёрнутые любовные послания» и «Восемь портретных видов». Вместе с мастером укиё-э Кацукавой Сюнсё он работал над изданием трёхтомной книги «Эхон бутаи оги» («Иллюстрированная энциклопедия для любителей сцены»). Главным отличием изображений актёров в этой книги от подобных господствующей в этом жанре школы Тории было портретное сходство («нигао») с реальными актёрами. В книге Бунтё изобразил актёров в амплуа оннагата (исполнители женских ролей), а Кацукава — ката кэяки (в роли злодеев)

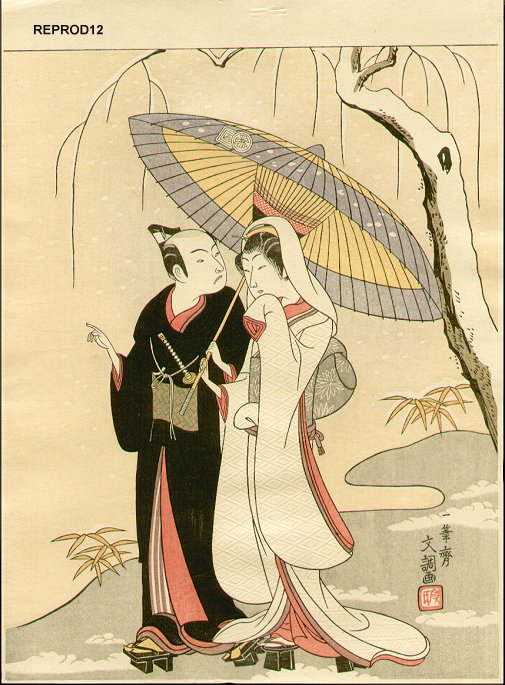
Молодой самурай и красавица.
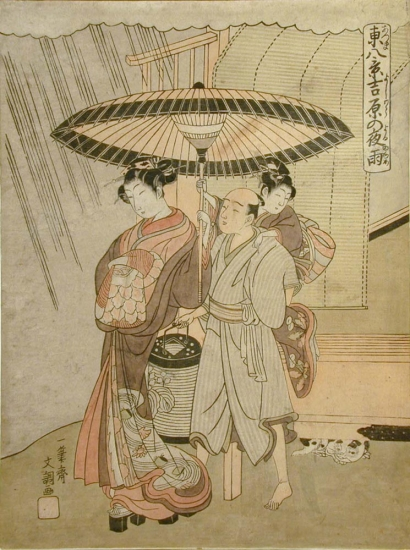
Ночной дождь в Ёсивара.
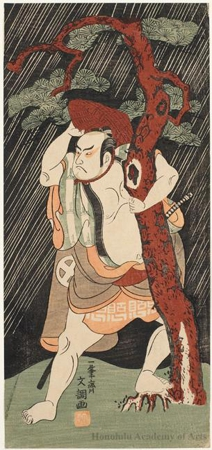
Актёр в роли Сога Горо, вырывающего дерево. 1769-1770.
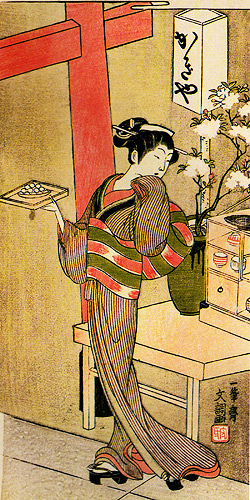
Красавица Кагия О-Сэн.